# José Rañal Lorenzo
José Rañal Lorenzo (Ferrol, provincia de La Coruña, 11 de mayo de 1895 - Valencia, 17 de agosto de 1936) fue capitán de la Guardia Civil española. Fusilado en el buque Legazpi, atracado en Valencia, durante la Guerra Civil.

## Biografía
Destinado en la Comandancia de la Guardia Civil de La Coruña, el capitán Rañal Lorenzo fue recompensado en julio de 1934 por los méritos en el movimiento sedicioso de diciembre de 1933.

#### Conspiración en La Coruña
Implicado en una conspiración para asaltar el Gobierno Civil de La Coruña en abril de 1936, fue arrestado y encarcelado. Junto a él fueron arrestados el teniente coronel jefe de la Comandancia coruñesa, Benito de Haro Lumbreras y el capitán Gumersindo Varela Paz, que pasados unos días fueron enviados al castillo de San Felipe en la ría de Ferrol, acusados de un supuesto delito de rebelión militar. Nombrado un juez especial para el caso y comprobado que las pruebas eran inconsistentes, fueron puestos en libertad el 2 de mayo de 1936. Rañal fue trasladado a Pozoblanco y Varela a Zamora. Otros militar relacionado, Ricardo Balaca, capitán de Infantería destinado en la Guardia de Asalto, fue destinado forzoso a Murcia.
El 26 de abril de 1936 es destinado como disponible forzoso a la Comandancia de Pozoblanco. El 7 de mayo hizo su presentación en la Comandancia de Pozoblanco.
A mitad de junio viajó a Tenerife, donde el 17 de junio participó junto a Francisco Franco en el encuentro del Monte de las Raíces (El Rosario, Tenerife).
Iniciada la sublevación militar que dio origen a la Guerra civil española, Rañal fue enviado a Valencia, donde murió fusilado el 17 de agosto de 1936.